# X1 (computer)

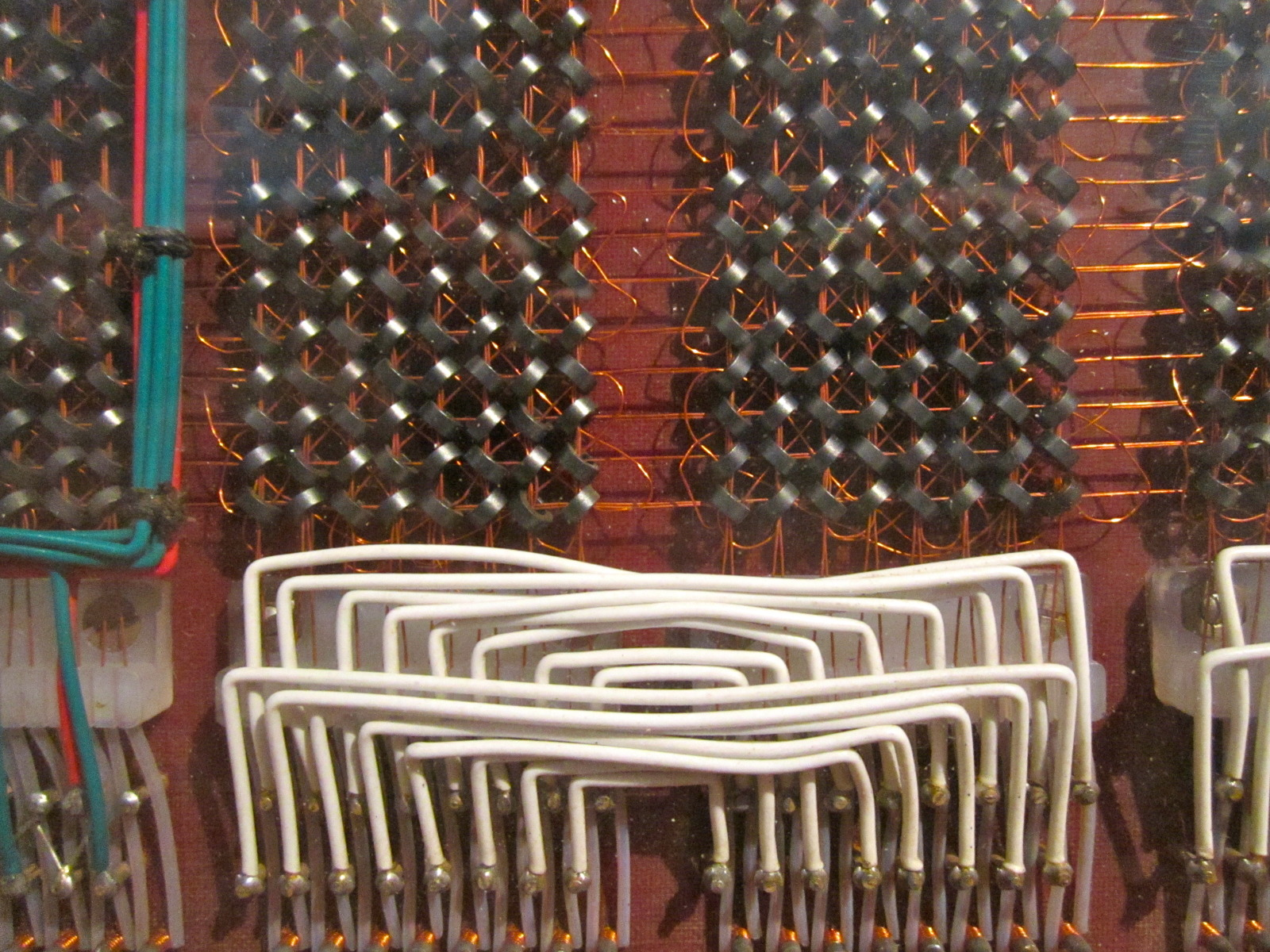
Detail van een 1Kb RAM module van de X1 computer van de Rijksuniversiteit Utrecht

De X1 was een Nederlandse computer, die in 1957 ontworpen werd bij het Mathematisch Centrum en vanaf 1958 geproduceerd werd door Electrologica BV in Den Haag onder leiding van Carel Scholten en Bram Loopstra voor vooral commerciële doeleinden. De X1 was tien keer zo snel als de eerdere ARMAC. 

## Geschiedenis
C.S. Scholten en J. Loopstra hadden bij het Mathematisch Centrum Amsterdam al eerder computers ontwikkeld als de ARRA I, de FERTA en de ARMAC.
De specificaties van de X1 werden in september 1956 opgesteld, en eind 1956 was het gedetailleerde ontwerp klaar. Eind 1957 deed het prototype van de X1 zijn eerste berekening. Tussen 1958 en 1964 werden ongeveer 40 exemplaren verkocht aan voornamelijk Nederlandse en Duitse universiteiten, onderzoeksinstellingen, verzekeringsbedrijven en industriële ondernemingen. De opvolger van de X1 was de X8 in 1965. In zijn tijd was de X1 een van de beste computers ter wereld door het elegante ontwerp en de snelheid. De X1 was een geduchte concurrent van de systemen van IBM die in opkomst waren. Maar door de goede naam van IBM en de uitgebreide marketingactiviteiten won IBM.

## Hard- en software
De X1 paste op een lang bureau, gebruikte transistoren en had een geheugen van ferrietkernen. Het geheugen was maximaal 32.768 woorden van elk 27 bits groot. 8192 woorden daarvan vormden het zogenaamde „dood geheugen”, met vaste inhoud (ROM). De meeste instructies vergden een rekentijd van 64 microseconden. Koeling was niet nodig.
De randapparatuur bestond uit in- en uitvoerapparaten voor ponskaarten en ponsbanden, regeldrukkers, plotters, magneetbandeenheden en schrijfmachines.
Bijzonder voor die tijd was dat programma's konden worden onderbroken door een ingreep (interrupt), waardoor de in- en uitvoer schijnbaar gelijktijdig met het rekenwerk plaats konden vinden. Als een in- of uitvoeropdracht klaar was werd een interrupt gegenereerd. De programmeur moest hier echter wel rekening mee houden. De meeste programma's werden geschreven in assembleertaal. Voor wetenschappelijk rekenwerk was een door Edsger Dijkstra en Jaap Zonneveld ontwikkelde ALGOL 60-compiler beschikbaar.

## Afnemers
Afnemers waren onder meer
- het Centraal Bureau voor de Statistiek. Het apparaat kostte destijds 700.000 gulden. In 1960 werd een X1 in gebruik genomen door de afdeling Centrale Bewerking. In het begin had de X1 veel kinderziektes. In 1962 werd het geheugen van de computer uitgebreid en in 1964 werd een snelle printer aangesloten.
- Mathematisch Centrum Amsterdam
- Nederlandse en Duitse universiteiten, onderzoeksinstellingen, verzekeringsbedrijven en industriële ondernemingen

## Naam
- De naam X1 was oorspronkelijk slechts een werknaam, bij gebrek aan een betere naam. De naam raakte echter snel ingeburgerd, zodat dit de officiële naam zou worden.